# Bobby Monard
Joseph Henri "Bobby" Monard, född 11 februari 1901 i Chamonix, död där 3 februari 1973, var en fransk ishockeyspelare. Han var med i det franska ishockeylandslaget som kom på delad femte plats i de olympiska vinterspelen 1924 i Chamonix.